# Notre-Dame-de-la-Croix de Ménilmontant
Notre-Dame-de-la-Croix de Ménilmontant är en kyrkobyggnad i Paris, helgad åt Jungfru Maria. Den är belägen vid Rue Julien Lacroix i kvarteret Ménilmontant i 20:e arrondissementet. Kyrkan ritades i nyromansk stil av arkitekten Louis-Jean-Antoine Héret (1821–1899) och uppfördes mellan 1863 och 1880.